# Krzysztof Szlichtyng
Krzysztof Szlichtyng (Schlichting) (zm. po 1684 przed 1712) – kaznodzieja braci polskich, teolog i pastor zboru braci polskich.
Krzysztof Szlichtyng był najprawdopodobniej wnukiem Jonasza Szlichtynga, szlachcica polskiego i  teologa braci polskich oraz Anny Lubienieckiej (córka Jana). Jego krewną była Marianna Lehndorff  ze  Szlichtyngów w Sztynorcie.
Kształcił się w szkołach ariańskich w Rakowie i Lusławicach oraz na uniwersytecie we Frankfurcie i przypuszczalnie w Lejdzie.
Krzysztof Schlichtyng był kaznodzieją braci polskich w Prusach, a po śmierci Krzysztofa Crella-Spinowskiego od 1680 był pastorem zboru w Kosinowie, gdzie też przez kilka lat był rektorem miejscowej szkoły. 
Potomkiem Krzysztofa był Krzysztof Jonasz Szlichtyng (zm. 1803), po studiach na Albertynie i we Frankfurcie był ostatnim pastorem tego zboru do 1803 roku.